# Monsures

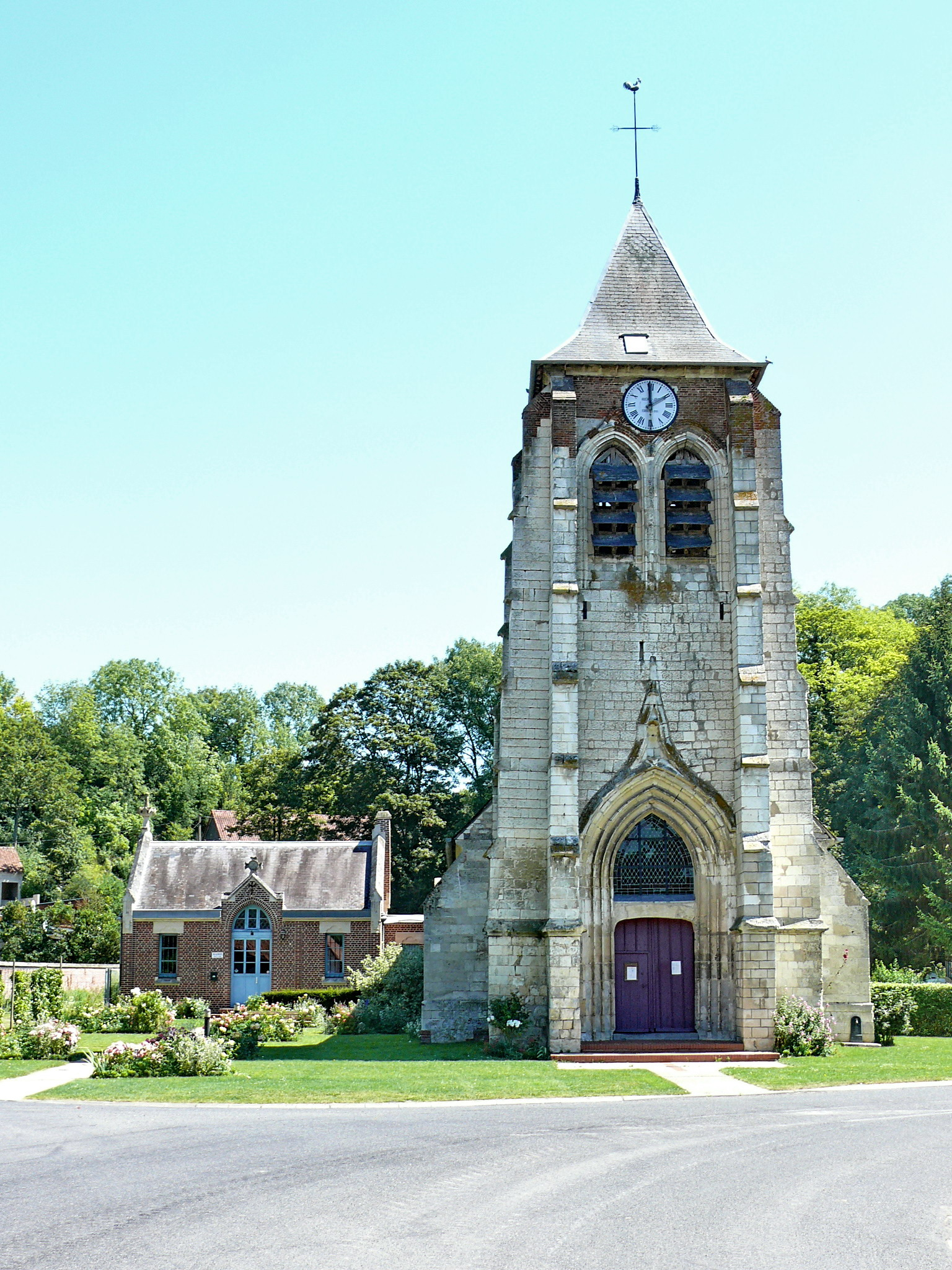
Kerk

Monsures is een gemeente in het Franse departement Somme (regio Hauts-de-France) en telt 203 inwoners (1999). De plaats maakt deel uit van het arrondissement Amiens.

## Geografie
De oppervlakte van Monsures bedraagt 9,0 km², de bevolkingsdichtheid is 22,6 inwoners per km².
De onderstaande kaart toont de ligging van Monsures met de belangrijkste infrastructuur en aangrenzende gemeenten.

## Demografie
Onderstaande figuur toont het verloop van het inwonertal (bron: INSEE-tellingen).